# Salim Barakat
Salim Barakat (ur. 1 września 1951 w Al-Kamiszli) – syryjsko-kurdyjski pisarz tworzący w języku arabskim.
Urodził się w 1951 roku w Al-Kamiszli. Potem mieszkał w Damaszku, Bejrucie, na Cyprze i w Szwecji. Pisał artykuły dla gazety Al-Karmel, gdy jej redaktorem naczelnym był Mahmud Darwisz. Barakat w swoich utworach inspiruje się m.in. kulturą kurdyjską czy arabską. W jego dziełach widoczne są elementy realizmu magicznego. Pisze zarówno wiersze, jak i utwory prozatorskie (w niektórych pojawiają się wątki autobiograficzne). Autor autobiograficznej powieści Żelazny Pasikonik opowiadającej o jego dzieciństwie w Al-Kamiszli (fragment książki został przetłumaczony na język polski z arabskiego przez Marcina Michalskiego). Wymieniany przez media jako jeden z kandydatów do Literackiej Nagrody Nobla.